# Орсениго
Орсенѝго (на италиански: Orsenigo; на ломбардски: Ursenigh, Урсениг) е малко градче и община в Северна Италия, провинция Комо, регион Ломбардия. Разположено е на 329 m надморска височина. Населението на общината е 2769 души (към 2017 г.).